# دوار (لبنان)
دوار (به عربی: دویر) یک منطقهٔ مسکونی در لبنان است که در شهرستان المتن واقع شده‌است.